# سيدي سالم (سيدي اعمر الحاضي)
سيدي سالم هي إحدى مشيخات المملكة المغربية، تتبع جغرافيا لإقليم سيدي قاسم وإداريًا لسيدي اعمر الحاضي. يقدر عدد سكانها بـ 6318 نسمة حسب الإحصاء الرسمي للسكان والسكنى لسنة 2004.